# Discestra clarivittata
Discestra clarivittata är en fjärilsart som beskrevs av Taco Hajo van Wisselingh 1963. Discestra clarivittata ingår i släktet Discestra och familjen nattflyn. Inga underarter finns listade i Catalogue of Life.